# Богунська вулиця (Київ)
Богу́нська ву́лиця — вулиця в Голосіївському районі міста Києва, у місцевості Забайків'я. Пролягає від початку забудови до Почаївської вулиці. 
Прилучається Богунський провулок.

## Історія
Вулиця виникла у 2-й половині XIX століття. Мала назву Полуектовська, за прізвищем домовласника. Назву Треповська (за ім'ям київського, подільського і волинського генерал-губернатора Федора Трепова) набула близько 1913 року.
Сучасна назва на честь Івана Богуна, героя визвольної війни українського народу 1648–1654 років, кальницького (вінницького) полковника, сподвижника Богдана Хмельницького — з другої половини 1920-х років (назву підтверджено 1944 року).
Забудова вулиці — малоповерхова межі XIX–ХХ століть.